# Scott Brady
Scott Brady (eigentlich Gerard Kenneth Tierney, * 13. September 1924 in Brooklyn, New York City; † 16. April 1985 in Los Angeles) war ein US-amerikanischer Film- und Fernsehschauspieler.

## Leben
Brady wurde in Brooklyn, New York City geboren. Sein älterer Bruder Lawrence Tierney war ebenfalls Schauspieler. Im Zweiten Weltkrieg diente er bei der U.S. Navy. Danach arbeitete er zunächst als Holzfäller, ehe er begann Schauspielunterricht zu nehmen und seine Karriere startete.
Während seiner Filmkarriere trat er oft in Western wie Johnny Guitar – Wenn Frauen hassen oder in der langen Serie Die Leute von der Shiloh Ranch aus den 1960ern in Erscheinung. Bereits 1958 war er in dem Film Ambush at Cimarron Pass in der Hauptrolle, an der Seite von Clint Eastwood zu sehen.
Seine letzte Filmrolle hatte er als Sheriff in der Horrorkomödie Gremlins – Kleine Monster von 1984. Im Jahr darauf starb er im Alter von 60 Jahren an einer Lungenfibrose.

## Filmografie (Auswahl)
- 1948: Rebellion im grauen Haus (Canon City)
- 1948: Schritte in der Nacht (He walked by Night)
- 1948: In This Corner
- 1948: The Counterfeiters
- 1949: Rauschgiftbrigade (The Port of New York)
- 1949: Tödlicher Sog (Undertow)
- 1950: Geheimpolizist Christine Miller (Undercover Girl)
- 1950: I Was a Shoplifter
- 1950: Reiter ohne Gnade (Kansas Raiders)
- 1951: The Model and the Marriage Broker
- 1952: Der Tag der Vergeltung (Untamed Frontier)
- 1952: Die Schönste von Montana (Montana Belle)
- 1952: Bronco Buster
- 1952: Unter falscher Flagge (Yankee Buccaneer)
- 1953: In den Fängen der Unterwelt (Three Steps to the Gallows)
- 1954: Johnny Guitar – Wenn Frauen hassen (Johnny Guitar)
- 1954: Mannequins für Rio
- 1954: Verdammt ohne Gnade (The Law vs. Billy the Kid)
- 1955: Der letzte Indianer (The Vanishing American)
- 1955: So liebt man in Paris (Gentlemen marry Brunettes)
- 1956: Der Teufel von Colorado (The Maverick Queen)
- 1956: Mohawk
- 1956: Terror (Terror at Midnight)
- 1957: Der Sturmreiter (The Storm Rider)
- 1957: Ein Kerl wie Dynamit (The restless Breed)
- 1958: Ambush at Cimarron Pass
- 1959: Den Letzten beißen die Hunde (The Battle Flame)
- 1963: Sprengkommando Ledernacken (Operation Bikini)
- 1964: Eine zuviel im Harem (John Goldfarb, please come home!)
- 1964: Postkutsche nach Thunder Rock (Stage to Thunder Rock)
- 1965: Schwarze Sporen (Black Spurs)
- 1967: Der blutige Westen (Red Tomahawk)
- 1967: Die gesetzlosen Drei (Fort Utah)
- 1967: Die Wegelagerer (Arizona Bushwackers)
- 1967: Reise ins Zentrum der Zeit (Journey to the Center of Time)
- 1969: Das Wachsfigurenkabinett des Grauens (Nightmare in Wax)
- 1969: Die Sadisten des Satans (Satan Sadists)
- 1969: Fünf blutige Gräber (Five Bloody Graves)
- 1969: Verschollen im Weltraum (Marooned)
- 1969: Die im Sattel verrecken (Cain’s Way)
- 1971: Der Millionenraub (Dollars)
- 1971: Frauen der Ärzte (Doctor’s Wives)
- 1973: Bis die Gänsehaut erstarrt (Wicked, Wicked)
- 1975: Die Gangsterschlacht von Kansas City (The Kansas City Massacre)
- 1977: Die Sprache der Gewalt (Pressure Point)
- 1979: Das China-Syndrom (The China Syndrome)
- 1981: Blutige Schreie (Small Town Massacre)
- 1984: Gremlins – Kleine Monster (Gremlins)